# Марко Пантелић
Марко Пантелић (Београд, 15. септембар 1978) је бивши српски фудбалер и репрезентативац Србије. Играо је на позицији нападача. Током каријере је променио доста клубова међу којим су били и Пари Сен Жермен, Смедерево, Црвена звезда, Херта, Ајакс и Олимпијакос. Његов брат је глумац Марко Мак Пантелић.

## Клупска каријера
Почео је да тренира у Црвеној звезди са непуних осам година, али се 1994. године преселио у Грчку, јер му је отац добио посао у Солуну. Након три месеца тренирања са Ираклисом, потписао је уговор за клуб који га је послао на каљење у трећелигаша Килкисијакос. Пред сезону 1995/96. се вратио у Ираклис где је дебитовао код тренера Душана Митошевића са 16 и по година у Интертото купу. За Ираклис је одиграо осам лигашких мечева у сезони 1995/96. и постигао четири гола, пре него што се повредио. У лето 1996. године је прешао у француски ПСЖ, али је због спора око трансфера морао да паузира десет месеци. Након истека суспензије је за први тим клуба из града светлости у сезони 1997/98. одиграо три лигашка меча.
Затим је носио дрес швајцарске Лозане, где је у сезони 1998/99. оставио одличан утисак. На 21 првенственој утакмици 8 пута је био стрелац и клуб је из доњег дела табеле дошао у позицију да се бори за титулу. Са Лозаном је освојио Куп Швајцарске, а затим је прешао у Селту из Вига, где је стагнирао. Имао је и епизоде за заборав у Штурму из Граца (1999/00), када је био на позајмици, и у швајцарском Ивердону (2000/01), тада друголигашком тиму. Вратио се у Србију где је након двогодишњег одсуства заиграо за Обилић, али се убрзо разболео на припремама, па је уследило вишемесечно лечење. Био је то најтежи период у Пантелићевој каријери, али је великом упорношћу и жељом успео да се врати и потпуно заблиста. Преласком у смедеревски Сартид, почиње његов прави успон, где ће касније стећи значајно име у свету фудбала. У пролећном делу 2003. године на 16 лигашких утакмица за Сартид постигао је пет голова, а у финалу Купа његовим поготком Смедеревци стижу до првог трофеја у историји клуба победом над Звездом од 1:0. У јесењем делу сезоне 2003/04. на 15 утакмица постиже осам погодака и то је био довољан сигнал да Звезда врати свог некадашњег ђака у клуб.

### Црвена звезда
Пантелић је на велико задовољство поново стигао у клуб свог детињства. Представљен је заједно са тада веома младим голманом Бобаном Бајковићем у зимском прелазном року 2004. године. На 12 првенствених утакмица постигао је пет голова у пролећној полусезони и допринео освајању титуле шампиона Србије и Црне Горе. Одлучио је сусрете против Будућности из Банатског Двора (2:0), када је постигао оба гола, и против Сутјеске у Никшићу (1:0), када је погодио у 70. минуту за тријумф на тешком гостовању. У полуфиналу Купа донео је Звезди победу против Партизана од 1:0 голом у 14. минуту на сјајно додавање Жигића из аута, када су играчи вечитог ривала показали да не познају правила фудбалске игре. Рекламирали су офсајд, а после додавања из аута по прописима нема офсајда. Куп је освојен победом у финалу против Будућности из Банатског Двора од 1:0, тако да је Звезда у сезони 2003/04. узела оба трофеја на домаћој сцени.
У квалификацијама за Лигу шампиона Пантелић је постигао сјајан гол главом против ПСВ-а (3:2) у Београду, а навијачи се сећају и његовог радовања после тог поготка махањем корнер заставицом. Ипак, у реваншу је претрпљен фијаско у Ајндховену (0:5), па је групна фаза елитног такмичења још једном остала пусти сан. Марко Пантелић и Никола Жигић су те сезоне били фантастичан нападачки тандем. Марко је постигао 21 гол у 29 утакмица и био први стрелац лиге, а Жигић је погађао противничке мреже 15 пута. Пантелић је проглашен и за најбољег спортисту СД Црвена звезда 2004. године у традиционалном избору Звездине ревије.
Против београдског Радничког је постигао хет-трик у победи од 4:0, док се по два пута у стрелце уписао против Хајдука из Куле (2:1), београдског Хајдука (4:0) и Зете (2:1), по једном против Партизана (1:1) у 124. вечитом дербију, у победама против Земуна (1:0), Чукаричког (1:0)... Међутим, Звезда није стигла до титуле иако је освојила исти број бодова као сезону раније. Пантелић је са укупно 24 гола у 40 утакмица био голгетер Звезде у целој сезони 2004/05. рачунајући све такмичарске утакмице.
Почео је и сезону 2005/06. у клубу, када је постигао један гол у квалификацијама за Куп УЕФА против Интера из Запрешића (3:1), а у реваншу у Београду (4:0) два пута је био стрелац. Посебно је био леп гол против хрватског клуба на Маракани, када је дриблинзима довео до лудила дефанзивце гостију, а затим закуцао лопту у мрежу. Велики број атрактивних голова је забележио у Звездином дресу, једно време био капитен и љубимац навијача, а затим је наставио каријеру у дресу берлинске Херте.

### Херта
За Херту је од 2005. до 2009. године на 114 мечева у Бундеслиги постигао 45 погодака. Пружио је одличне игре, био заштитно лице клуба. У премијерној сезони на 28 лигашких утакмица 11 пута се уписао у стрелце, а у сезони 2006/07. на 42 утакмице у свим такмичењима забележио је 16 голова. Борио се и за титулу са Хертом у сезони 2007/08, када је на 28 првенствених мечева постигао 13 голова, али су посустали у последњој трећини шампионата. У последњој сезони (2008/09) на 37 утакмица у свим такмичењима забележио је 13 погодака.

### Ајакс и Олимпијакос
Затим је и у дресу Ајакса из Амстердама имао врло запажен учинак. На 25 првенствених утакмица постигао је 16 голова и освојио Куп Холандије у сезони 2009/10. Касније је прешао у грчки Олимпијакос, где је од 2010. до 2013. године на 38 лигашких сусрета постигао 20 голова. Мучиле су га повреде, па због тога није проводио више времена на терену, али када је био у тиму тресао је мреже у дресу Звездиног братског клуба. У сезони 2010/11. на 20 мечева у првенству Грчке девет пута се уписао у стрелце, а у сезони 2011/12. на 18 мечева у свим такмичењима постигао је чак 16 голова, од чега шест у Купу на свега три сусрета. На мечу против Керкире 11. децембра 2011. четири пута се уписао у стрелце., У сезони 2012/13. због повреде је одиграо само шест мечева у шампионату уз један гол. Са црвено-белима из Пиреја освојио је три шампионске титуле 2011, 2012. и 2013. године и два Купа 2012. и 2013.

## Репрезентација
Пантелић је за репрезентацију СЦГ и Србије одиграо 43 сусрета и постигао 10 голова. Дебитовао је 16. новембра 2003. против Пољске (3:4) у Плоку. Интересантно је и то да му никако није полазило за ногом да затресе мрежу у такмичарским сусретима, све до октобра 2009. и сусрета са Румунијом (5:0) када је био стрелац једног и асистент код два гола "орлова". На Светском шампионату у Јужној Африци селектор Антић га је неочекивано држао на клупи, али је у два меча Пантелић постигао гол у поразу од Аустралије (1:2) и уз Милана Јовановића био једини стрелац за Србију која је испала у групној фази. Заблистао је у квалификацијама за Еуро 2012, када је отписану селекцију Србије вратио у борбу за бараж головима против Северне Ирске (2:1 и 1:0) и Естоније (1:1), али је кобан био пораз против Словеније (0:1) 11. октобра 2011. на крају квалификација. То је био и последњи Пантелићев меч у дресу националне селекције.

## Статистика каријере

### Репрезентативна
| Репрезентација     | Година | Утакмице | Голови |
| ------------------ | ------ | -------- | ------ |
| Србија и Црна Гора | 2003   | 1        | 0      |
| Србија и Црна Гора | 2004   | 2        | 0      |
| Србија             | 2006   | 5        | 1      |
| Србија             | 2007   | 7        | 0      |
| Србија             | 2008   | 7        | 2      |
| Србија             | 2009   | 6        | 1      |
| Србија             | 2010   | 7        | 3      |
| Србија             | 2011   | 8        | 3      |
| Укупно             | Укупно | 43       | 10     |

### Голови за репрезентацију
| #   | Датум              | Место                            | Противник       | Гол   | Резултат | Такмичење                                 |
| --- | ------------------ | -------------------------------- | --------------- | ----- | -------- | ----------------------------------------- |
| 1.  | 16. август 2006.   | Ухерско Храдиште, Чешка          | Чешка           | 1 : 2 | 1 : 3    | Пријатељска                               |
| 2.  | 24. мај 2008.      | Даблин, Република Ирска          | Република Ирска | 0 : 1 | 1 : 1    | Пријатељска                               |
| 3.  | 28. мај 2008.      | Бургхаузен, Немачка              | Русија          | 1 : 1 | 2 : 1    | Пријатељска                               |
| 4.  | 10. октобар 2010.  | Београд, Србија                  | Румунија        | 2 : 0 | 5 : 0    | Квалификације за Светско првенство 2010.  |
| 5.  | 3. март 2010.      | Алжир, Алжир                     | Израел          | 0 : 1 | 0 : 3    | Пријатељска                               |
| 6.  | 5. јун 2010.       | Београд, Србија                  | Камерун         | 4 : 2 | 4 : 3    | Пријатељска                               |
| 7.  | 23. јун 2010.      | Мбомбела, Јужноафричка Република | Аустралија      | 1 : 2 | 1 : 2    | Светско првенство 2010.                   |
| 8.  | 25. март 2011.     | Београд, Србија                  | Северна Ирска   | 1 : 1 | 2 : 1    | Квалификације за Европско првенство 2012. |
| 9.  | 29. март 2011.     | Талин, Естонија                  | Естонија        | 1 : 0 | 1 : 1    | Квалификације за Европско првенство 2012. |
| 10. | 2. септембар 2011. | Белфаст, Северна Ирска           | Северна Ирска   | 0 : 1 | 0 : 1    | Квалификације за Европско првенство 2012. |

## Успеси

### Клупски
Лозана
- Куп Швајцарске (1): 1998/99.

Пари Сен Жермен
- Суперкуп Француске (1): 1998

Штурм Грац
- Суперкуп Аустрије (1): 1999

Сартид
- Куп Србије и Црне Горе (1): 2002/03.

Црвена звезда
- Прва лига Србије и Црне Горе (1): 2003/04
- Куп Србије и Црне Горе (1): 2003/04.

Херта
- Интертото куп (1): 2006.

Ајакс
- Куп Холандије (1): 2009/10

Олимпијакос
- Суперлига Грчке (3): 2010/11, 2011/12, 2012/13.
- Куп Грчке (2): 2011/12, 2012/13.

### Индивидуални
- Најбољи стрелац Прве лиге Србије и Црне Горе (1): 2004/05.
- Најбољи спортиста СД Црвена звезда (1): 2004.